# 椿昇
椿 昇（つばき のぼる、1953年 - ）は、日本の現代美術家。京都芸術大学附置機関アルトテック所長、京都芸術大学教授。ARTISTS’ FAIR KYOTO ディレクター。

## 来歴
1980年代から、美術と社会の関係を問い直す作品を発表している。2001年の横浜トリエンナーレで発表した全長50メートルの巨大なバッタ（椿昇＋室井尚「インセクト・ワールド-飛蝗」）等が知られている。
1989年にタイトルを自ら命名したアメリカでの展覧会「アゲインスト・ネイチャー」への参加など、世界を舞台に活動。2011年から退蔵院襖絵専攻科プロジェクト、2018年からは「ARTIST‘S FAIR KYOTO」を構想してディレクターに就任。アートの自立市場構築に取り組んでいる。現在は大学院附属のコマーシャルギャラリー「アルトテック」の代表としてユニバーサルミュージック本社・OCA TOKYO・DMG森精機などのコーポレートコレクションのマネージメントを多数行う。
瀬戸内国際芸術祭「醤＋坂手プロジェクト」(2013)、「小豆島未来プロジェクト」(2016)、AOMORIトリエンナーレ2017、ARTISTS’ FAIR KYOTO (2018-)等のディレクターを務める。
京都芸術大学においてはマンデイプロジェクトの始動、ウルトラファクトリーの創設、卒業制作展のアートフェア化、附置機関アルトテックの創設などを行っている。

## 略歴
- 1953年（昭和28年） - 京都府京都市に生まれる
- 1976年（昭和51年） - 京都市立芸術大学西洋画専攻卒業
- 1978年（昭和53年） - 同大学院美術専攻科西洋画科修了、松蔭女子学院中学校・高等学校の美術教師となる
- 1996年（平成8年） - インターメディウム研究所（現・IMI/グローバル映像大学）設立参加
- 2002年（平成14年） - 帝塚山学院大学助教授
- 2005年（平成17年） - 京都造形芸術大学教授
- 2020年（令和2年） - 京都芸術大学教授。附置機関 アルトテック所長

## 主な個展
- 1989年 - 「Against Nature」（サンフランシスコ近代美術館）
- 1992年 - 「NOBORU TSUBAKI」（ラホヤ美術館）
- 2003年 - 「国連少年」（水戸芸術館）
- 2009年 - 「2004-2009 GOLD/WHITE/BLACK」（京都国立近代美術館）
- 2012年 - 「PREHISTORIC_PH」（霧島アートの森）